# Nabito
Jhon Wilder Sandoval Arbieto (Pucallpa, 10 de abril de 1986), conocido por su nombre artístico Nabito, es un comediante e imitador peruano. Alcanzó la popularidad por haber participado en diferentes programas humorísticos de la televisión peruana y haber desarrollado su carrera artística como cómico ambulante.

## Biografía
Nació el 10 de abril de 1986 en Pucallpa; bajo el nombre completo de Jhon Wilder Sandoval Arbieto. Es el hijo del cómico ambulante Roger «Cotito» Sandoval y de Ana Luz Arbieto, y sobrino del fallecido cómico Raúl «Care Chancho» Espinoza. A los cuatro años, acompañó a su padre en sus presentaciones en el Parque Universitario. Tras terminar la secundaria, estudió la carrera de diseño gráfico optando con abandonarla y estuvo en planes de postular a la Policía Nacional del Perú sin éxito.
Comenzó su carrera artística en los años 2000, participando interinamente en El circo del cholo Juan, en reemplazo del cómico Juan Salvatierra «el cholo Juan», además de trabajar como repartidor de volantes para anunciar las presentaciones artísticas de Cotito. Con el apoyo de su padre, comenzó a estudiar actuación e improvisación teatral para su desarrollo artístico, además de participar en diferentes obras de teatro como reparto principal.
Pero fue hasta el año 2013, cuando debuta en la televisión peruana como parte del elenco central del programa cómico El especial del humor de Frecuencia Latina, gracias por aceptar la propuesta del comediante Jorge Benavides, destacándose por su parodia al grupo musical Queen. A lo paralelo, participó en algunos capítulos de la comedia peruana La paisana Jacinta por el mismo canal.
A partir de 2015, inicia su etapa como cómico ambulante bajo el nombre artístico de Nabito, apelativo puesto por su padre debido a su color de piel. En ese año, concursa en el Primer Campeonato de los cómicos ambulantes, bajo la dirección del comediante y actor Christian Ysla, consagrándose finalmente como campeón de la primera edición, volviéndolo a ganar en el año 2016 por segunda vez consecutiva. La noticia de su victoria fue dada durante la emisión del programa nocturno Al sexto día.
En el año 2015, ingresa al reparto principal del programa humorístico-musical El reventonazo de la chola de América Televisión, gracias a la invitación del drag queen y presentador Ernesto Pimentel, permaneciendo por varias temporadas consecutivas hasta la actualidad. Durante su etapa en el dicho espacio, ganó reconocimiento por su icónica frase «Papiii» y por haber imitado a figuras del canal y de la farándula peruana.[cita requerida]
A lo paralelo, participó en diferentes eventos fuera del medio como protagonista de su espectáculo anual El circo de Nabito, contando con las colaboraciones de su padre Roger y otros artistas como Percy Diestra, Kike Suero, Manolo Rojas, Chino Risas y Danny Rosales. Además, se incursiona como celebridad de Internet, consolidándose en la red social TikTok y la plataforma YouTube, bajo su personaje cómico.
Durante la pandemia de COVID-19, fue parte del show cómico virtual De tal palo, tal astilla junto a Cotito en 2020, a través de la plataforma Zoom.
En el año 2024, lanza su unipersonal Nabito con kalle, bajo el formato de stand up comedy y fue presentado para el Club de Comedia Clandestino.

## Vida personal
Sandoval se encuentra casado con Diana Hidalgo, la hija del cómico ambulante Juan Carlos «Caballito» Hidalgo, con quién tuvo a dos hijos de su matrimonio.
En el año 2018 fue detectado con la enfermedad de ELA tras una intervención médica en el Instituto Nacional de Ciencias Neurológicas. A consecuencia de ello, debilitó sus músculos de sus brazos y limitó sus funciones físicas, provocando que su enfermedad no se cure. La noticia de su enfermedad salió a la luz en el año 2022, durante su entrevista en El reventonazo de la chola. Pese a ello, continuó con sus proyectos artísticos dentro y fuera del programa.

## Créditos

### Televisión
- El especial del humor (2013-2014), actor cómico, comediante y parte del elenco.
- La paisana Jacinta (2014), reparto principal y parte del elenco.
- El reventonazo de la chola (desde 2015), actor cómico y comediante.

### YouTube
- Nabito Show, protagonista y comediante.

### Unipersonales
- De tal palo, tal astilla (2020), comediante y protagonista.
- Nabito con kalle (2024), comediante.